# Sikahert
Het sikahert (Cervus nippon) is een hoefdier uit de onderfamilie van de echte herten (Cervinae). Het sikahert komt oorspronkelijk voor in Oost-Azië. De soort is in Europa en Nieuw-Zeeland ingevoerd. Per 7 augustus 2025 staat het sikahert op de Unielijst voor invasieve uitheemse soorten.
Het sikahert kan kruisen met het edelhert en vruchtbare nakomelingen voortbrengen.

## Kenmerken
De vacht van het sikahert is zomers kastanjekleurig roodbruin van kleur. Over de zomervacht lopen enkele rijen van wittige vlekken. 's Winters is de vacht donkerder van kleur. Mannetjes hebben dan een donkergrijze tot zwarte wintervacht, vrouwtjes een meer lichtbruine of grijze vacht. Het sikahert ruit tweemaal, in mei en in de herfst. Het heeft een wit staartstuk en een korte, witte staart. Het staartstuk wordt belijnd door een donkerbruine streep.
Het sikahert heeft een kop-romplengte van 110 tot 150 centimeter, een schouderhoogte van 70 tot 100 centimeter en een gewicht van 80 tot 120 kilogram.
Het gewei (enkel gedragen door het mannetje) is relatief klein en beslaat tot acht enden. Het gewei groeit (zowel in grootte als in aantal enden) naarmate het dier ouder wordt. Oudere herten hebben echter weer kleinere geweien. De grootte van het gewei is behalve van leeftijd ook afhankelijk van de kwaliteit van het voedsel.
Het sikahert is te onderscheiden van het eveneens gevlekte damhert door de grootte (damherten worden meestal groter) en door het gewei. Het gewei van een sikahert bestaat uit "takken met vingers" (enden), terwijl het damhert een schoffelgewei heeft: er zitten tussen de enden "vliezen".

## Voedsel en leefwijze
Het sikahert is de gehele dag door actief, maar laat zich voornamelijk in de schemering zien. Sikaherten grazen vooral gras en zegge, maar eten ook van struiken en bomen als hulst, klimop, heidestruiken en coniferen. Ook eten ze eikels, boomschors en paddenstoelen. Het sikahert kan zich met taaier en voedselarmer materiaal voeden dan het edelhert.
Buiten de paartijd leven de geslachten in aparte roedels. De mannetjes leven in vrijgezellengroepjes, de hinden leven met de kalveren in kleine familiegroepjes van twee tot acht dieren. In meer open of in voedselarme streken leven de dieren in grotere kudden.
De paartijd (bronst) duurt van eind augustus tot oktober. Na een draagtijd van ongeveer acht maanden werpt het vrouwtje één kalf in mei of juni. Tweelingen komen zeer zelden voor. De zoogtijd duurt zes tot tien maanden, hoewel het jong al na een maand zal gaan grazen. Het kalf is na zestien tot achttien maanden geslachtsrijp, en na vier jaar volledig volgroeid. De oudst bekende leeftijd is ongeveer vijftien jaar.

## Verspreiding en leefgebied
Sikaherten komen oorspronkelijk voor in Oost-Azië en Japan. Ze leven in gemengd bos en loofbos op vochtige grond. Ze hebben een voorkeur voor bossen met een dichte ondergroei van struiken als hazelaar, braam, rododendron en sleedoorn of dichte coniferenstruiken, afgewisseld met open plekken in het bos of aangrenzende grasvelden.
Er zijn veel kruisingen geweest waardoor er veel ondersoorten zijn opgetreden in vele landen, vooral in China. Daarom blijft de status van de vele ondersoorten onduidelijk. De status van Cervus nippon hortulorum is bijzonder onzeker en zou in feite van gemengde afkomst zijn, dus het is niet hier vermeld.
- C. n. aplodontus, noordelijk Honshu
- C. n. grassianus, Shanxi, China
- C. n. keramae, Kerama-eilanden van de Riukiu-eilanden, Japan
- C. n. kopschi, Zuid-China
- C. n. mandarinus, noorden en noordoosten van China
- C. n. mantchuricus, het noordoosten van China, Korea, en het Russische Verre Oosten.
- C. n. nippon, zuidelijk Honshu, Shikoku en Kyushu
- C. n. pseudaxis, noordelijk Vietnam
- C. n. pulchellus, Tsushima-eiland
- C. n. sichuanicus, West-China
- C. n. soloensis, zuidelijk deel van de Filipijnen (vroeger geïntroduceerd op het eiland Jolo (onbekende ondersoort oorsprong), waarschijnlijk uitgestorven)
- C. n. taioanus, Taiwan
- C. n. yesoensis, Hokkaido

In Europa leven ze in parken, maar uit ontsnapte exemplaren zijn hier en daar (onder andere in het Verenigd Koninkrijk, Ierland, Denemarken, Duitsland, Frankrijk) roedels ontstaan. In 1860 werd de soort geïmporteerd uit Japan. Behalve de Japanse ondersoort worden ook de Taiwanese en de Mantsjoerijse ondersoort in Europese parken gehouden, maar zover bekend heeft enkel de Japanse ondersoort zich gevestigd in het wild.
In Duitsland leven zo'n 1500 dieren in het wild in de volgende gebieden:
- Hüttener Berge (Sleeswijk-Holstein)
- Schwansen, Ostangeln (Sleeswijk-Holstein)
- Weserbergland (Nedersaksen)
- Sauerland (Noordrijn-Westfalen)
- Südschwarzwald (Baden-Württemberg)

Het is niet ondenkbaar dat deze dieren hun verspreidingsgebied naar Nederland en België kunnen uitbreiden.
Omdat het sikahert kan kruisen met het edelhert, vormt het een bedreiging voor de genetische zuiverheid van de laatste soort.

## Draagbaby
Op 25 augustus 2006 werd een sikahertje geboren dat eerst als reageerbuisbaby was aangemaakt. Het embryo is daarna ingeplant in een Europees hert.
Het hertje is het eerste draagbabydiertje ter wereld en een hoop voor het voortbestaan van bedreigde diersoorten.